# Aeroclub Chañar Ladeado
https://sur24.com.ar/2022/08/un-joven-murio-al-estrellarse-con-su-avioneta-en-chanar-ladeado/?utm_source=dlvr.it&utm_medium=twitter (enlace roto disponible en Internet Archive; véase el historial, la primera versión y la última).
El Aeroclub Chañar Ladeado (FAA: CLD) es una entidad civil de la localidad de Chañar Ladeado cuyo objetivo es la práctica y fomento de los deportes aeronáuticos además de ser escuela de aviación.
El aeroclub se fundó el 7 de abril de 1957 con la formación de la primera comisión directiva constituida por Nelson Sacco ―quien fue el primer presidente― acompañado por Edmundo Malpiedi, Alfredo Irazuzta, Elso Malpiedi, Neri Sacco, Antero Pierfederici, Jose Rébola, Jose Bonvicino, Alfredo Vallé, Leonildo Bertero y el padre Hilario Parolo, cura párroco local de entonces y uno de los mentores del proyecto junto al padre Sánchez de Cafferata.
Durante los primeros años de existencia el aeroclub no contaba con avión propio, utilizando una aeronave del Aeroclub Corral de Bustos.
Siempre con aviones prestados, se organizaron algunos festivales aéreos hasta que se llegó a organizar un curso de instrucción de vuelo a cargo de R. Peoloni, de Cañada de Gómez, con lo cual Chañar Ladeado tuvo los cinco primeros pilotos civiles que fueron Olga Tallone, Nelson Sacco, Carlos Redolfi, Alfredo Irazuzta y Neri Sacco.
La compra de un avión propio se vio siempre frustrada abriendo un paréntesis de casi 20 años en la actividad del club en los que el hangar permaneció cerrado y los yuyos taparon la pista.
En agosto de 1979 una nueva comisión directiva se hizo cargo del club. Se comenzaron nuevos cursos de vuelo a cargo de un instructor de Venado Tuerto que permitieron volar a cinco nuevos pilotos y recurerar el entrenamiento a aquellos que habían dejado casi por completo.
En junio de 1981 se logró comprar dos unidades Piper PA-11 una de ellas aun pertenece al aeroclub, el cual, desde esa fecha, sigue sumando cada año nuevos pilotos.
El 9 de agosto de 2022, el Piper PA-11C matrícula LV-NIG resultó destruido en un accidente aéreo, cobrando la vida de su piloto y único ocupante, en cercanías del Aeroclub.